# Norman Cota
Pour les articles homonymes, voir Cota (homonymie).
Norman Daniel « Dutch » Cota, Sr. (30 mai 1893 - 4 octobre 1971) était un général américain pendant la Seconde Guerre mondiale. Le général Cota a été fortement impliqué dans la planification et l'exécution de la bataille de Normandie.

## Biographie

### Jeunesse et début de carrière militaire
Cota est né à Chelsea, dans le Massachusetts, de George William Cota, un ancien télégraphiste ferroviaire (devenu ensuite commerçant), et de Jessie H. Mason, une institutrice originaire de Croatie,. Il a fréquenté l'Académie de Worcester pendant trois ans à partir de l'automne 1910. Pendant qu'il jouait au football, ses coéquipiers l'ont surnommé "Dutch", un surnom qui lui est resté, mais dont l'origine n'est pas claire.
En juin 1913, il est admis à l'Académie militaire des États-Unis (United States Military Academy - USMA) à West Point, dans l'État de New York. Avec le reste de sa classe, il obtient son diplôme sept semaines avant la date prévue, le 20 avril 1917, deux semaines exactement après l'entrée des États-Unis dans la Première Guerre mondiale.
Il fait partie de la promotion (West Point, promotion 1917) qui a produit plus de 55 futurs officiers généraux, dont deux chefs d'état-major de l'armée de terre - Joseph L. Collins et Matthew B. Ridgway. Parmi ses autres camarades de classe figurent : Clare H. Armstrong, Aaron Bradshaw Jr., Mark W. Clark, John T. Cole, Theodore L. Futch, John M. Devine, William W. Eagles, Augustus M. Gurney, Charles H. Gerhardt, William Kelly Harrison Jr., Ernest N. Harmon, George H. Weems, Robert W. Hasbrouck, Frederick A. Irving, Laurence B. Keiser, Charles S. Kilburn, Bryant E. Moore, Daniel Noce, Onslow S. Rolfe, Herbert N. Schwarzkopf, Albert C. Smith, George D. Wahl et Raymond E. S. Williamson, ainsi que Dwight D. Eisenhower (West Point, promotion 1915) ont fait connaissance en jouant au football à West Point. Ils devinrent et restèrent de bons amis.
Cota est nommé sous-lieutenant (second lieutenant) dans l'infanterie de l'armée de terre américaine et sa première affectation est le 22e régiment d'infanterie (22nd Infantry Regiment). En raison de l'éclatement de la guerre, Cota est rapidement promu First lieutenant (premier lieutenant), puis captain (capitaine) après seulement quelques mois. Après 18 mois de service actif, il est major et devient instructeur à l'USMA peu avant la fin de la guerre, le 11 novembre 1918 ; il y reste jusqu'en 1920 et ne participe pas à la guerre.

### L'entre-deux-guerres
En 1919, l'armée, désormais en temps de paix, subit une "réduction massive des effectifs" et il est rétrogradé au grade de capitaine. En 1922, alors qu'il est agent financier du poste de Langley Field, en Virginie, il est tenu personnellement responsable du vol de 43 000 dollars. Il faut un appel au Congrès pour qu'il soit exonéré de l'obligation de rembourser personnellement les fonds volés.
Il sert ensuite à Hawaï (1924-1928) et est diplômé de l'U.S. Army Command and General Staff College (Command and General Staff College- CGSC) à Fort Leavenworth, au Kansas, en juin 1931. Son mémoire d'étudiant "Study of the dispositions of the Turkish 19th Division on the night of April 24-25 and its operations to include the night of April 27-28" (Étude des dispositions de la 19e division turque dans la nuit du 24 au 25 avril et de ses opérations jusqu'à la nuit du 27 au 28 avril) porte sur la campagne de Gallipoli lors de la Première Guerre mondiale. Il est instructeur à l'École d'infanterie de l'armée américaine (1932-1933) et diplômé de l'École de guerre de l'armée américaine en 1936. Il est instructeur à l'École de commandement et d'état-major général de l'armée américaine (1938-1940). Il y est promu lieutenant-colonel le 1er juillet 1940. Il devient ensuite commandant en second du 16e régiment d'infanterie (16th Infantry Regiment) à Fort Jay, Governors Island, état de New York.

### La Seconde Guerre mondiale
Au début de l'entrée des États-Unis dans la Seconde Guerre mondiale, il est officier G-2 (renseignement) puis G-3 (plans et entraînement) de la 1re division d'infanterie (1st Infantry Division) de mars 1941 à juin 1942, période au cours de laquelle il est à nouveau promu, cette fois au grade temporaire de colonel, le 13 décembre 1941. En juin 1942, il est promu chef d'état-major de la division, poste qu'il occupe jusqu'en février 1943.

### Afrique du Nord
Ce même mois, juste après sa participation à l'invasion alliée de l'Afrique du Nord (Opération Torch), sous le commandement du major général Terry Allen, il rédige un rapport proposant des révisions de l'organisation des tâches des divisions d'assaut, et ses recommandations sont adoptées lors des préparatifs de l'opération Husky, nom de code de l'invasion alliée de la Sicile. Le 2 février 1943, il est promu au grade de Brigadier général (général de brigade) dans l'US Army des États-Unis et est rapidement envoyé au Royaume-Uni, où il sert de conseiller américain auprès de la division des opérations combinées du théâtre d'opérations européen (European Theater of Operations - ETO). À ce titre, Cota contribue à superviser l'entraînement aux opérations de débarquement amphibie.

#### Le débarquement en Normandie

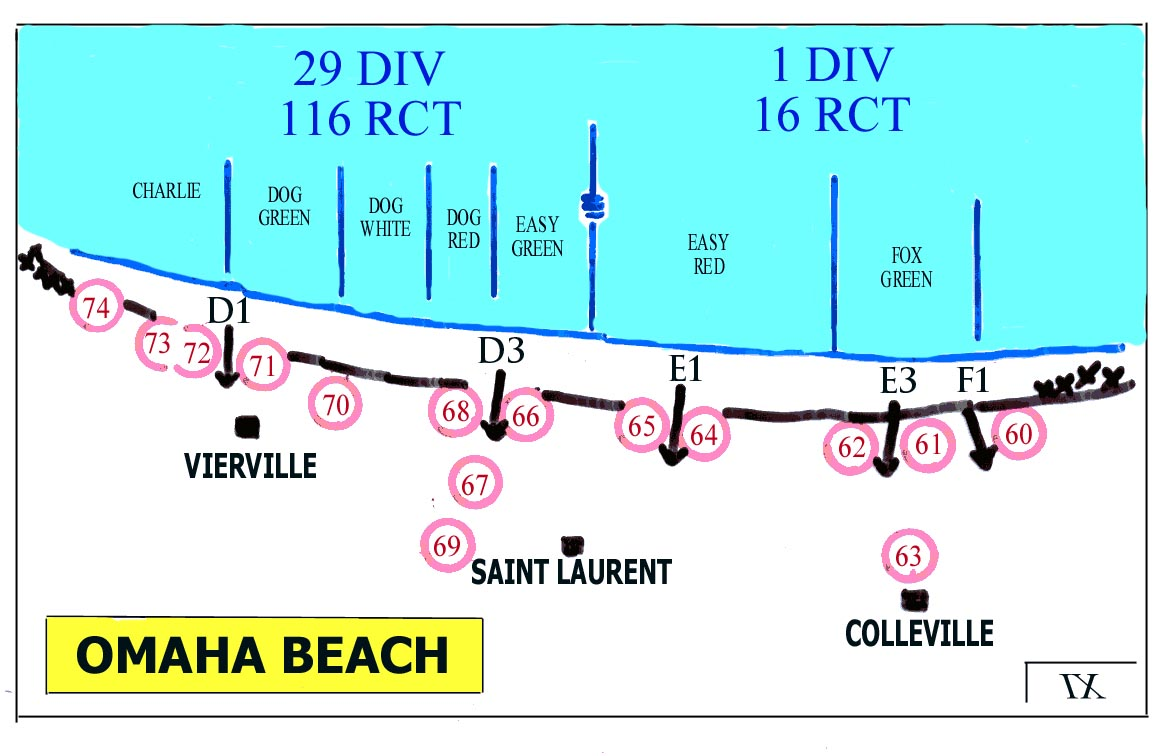
Les secteurs de la plage d'Omaha. Les cercles roses sont les positions de défenses allemandes.

Lors du débarquement en Normandie du 6 juin 1944, sur la plage d'Omaha, il représente le commandant de la 29e division d'infanterie (29th Infantry Division). Il débarque à 7h30 sur Dog White. Ses hommes sont bloqués par un talus exposé aux tirs allemands et Cota prend l'initiative d'avancer pour galvaniser ses hommes.
Pour son héroïsme, il est décoré de la Distinguished Service Cross, du Distinguished Service Order remis par le maréchal Montgomery et la Silver Star.
Il reçoit également la Purple Heart et une deuxième Silver Star lors de l'attaque de Saint-Lô.

#### Lalibération de Paris
Une fois la bataille de Normandie terminée, les alliés avancent vers l'Est. Cota est nommé à la tête de la 28e division d'infanterie. Après avoir combattu du côté d'Elbeuf et du Neubourg afin de rattraper les allemands avant la Seine, la division est désignée par l'armée américaine pour défiler le 29 août 1944.

#### Labataille de la forêt de Hürtgen
Sa division doit attaquer, à travers une forêt dense favorable à la défense, les positions allemandes. Elle doit couvrir un front trop grand et Cota n'est pas favorable à cette opération. L'attaque fut un échec avec de lourdes pertes du côté américain. Bien que restant à la tête de son unité, Cota n'est plus en grâce.

#### L'affaireEddie Slovik
Cota a également examiné et approuvé la condamnation à mort prononcée par une cour martiale à l'encontre du soldat Eddie Slovik, qui avait refusé de combattre le 8 octobre 1944 et qui a été exécuté le 31 janvier 1945. Cota a déclaré que l'exécution du seul soldat américain exécuté pour désertion depuis la guerre de Sécession avait été "le quart d'heure le plus difficile de ma vie".

### L'après guerre
Cota espérait rester en service actif et peut-être être promu Lieutenant général (général de corps d'armée). Il avait envoyé plusieurs lettres à l'US Army [...] pour demander diverses affectations, mais aucune ne reçut de réponse. Alors que la guerre est terminée et que l'US Army est sur le point de subir une réduction considérable de ses effectifs, on lui ordonne de passer un examen médical [...] Cota prend sa retraite de l'armée le 30 juin 1946 en tant que général de division permanent,. En août, il est engagé comme administrateur de la zone 1 de l'Administration des biens de guerre.
À la fin des années 1950, il est directeur de la Sécurité civile du comté de Montgomery, en Pennsylvanie.
Il meurt à Wichita, au Kansas, le 4 octobre 1971, et est enterré avec sa femme Connie au cimetière de West Point, à West Point, dans l'État de New York.

### Vie privée
Cota épouse l'écrivaine et enseignante Constance Martha " Connie " Alexander à l'église épiscopale de l'Incarnation de New York le 1er novembre 1919.
Les Cotas ont eu deux enfants, Ann (23 octobre 1920 - 31 août 1996), la première fille née à l'hôpital des cadets de West Point  et Norman Daniel " Dan " Cota Jr. (15 décembre 1921 - 18 mars 1988). Le fils de Cota était un pilote de chasse de l'U.S. Army Air Corps et a assuré la reconnaissance de la 28e division d'infanterie (28th Infantry Division) pendant la bataille de la forêt de Hürtgen.
Après le décès de sa première femme en 1969, Cota épouse en octobre 1970 Alice Weeks-McCutcheon.

## Décorations
Voici la liste de ses décorations.
|                                                     | Distinguished Service Cross (États-Unis)                      |
|                                                     | Army Distinguished Service Medal                              |
| Bronze oak leaf cluster                             | Silver Star                                                   |
| Bronze oak leaf cluster                             | Legion of Merit                                               |
| Bronze oak leaf cluster                             | Bronze Star                                                   |
|                                                     | Purple Heart                                                  |
|                                                     | World War I Victory Medal                                     |
|                                                     | American Defense Service Medal                                |
|                                                     | American Campaign Medal                                       |
| Arrowhead · Silver star · Bronze star · Bronze star | European-African-Middle Eastern Campaign Medal avec 7 étoiles |
|                                                     | World War II Victory Medal                                    |
|                                                     | Army of Occupation Medal                                      |
|                                                     | Distinguished Service Order                                   |
|                                                     | Officier de la Légion d'honneur[Quand ?]                      |
|                                                     | Croix de guerre 1939-1945                                     |
|                                                     | Croix de guerre (Belgique)                                    |
|                                                     | Croix de guerre (Luxembourg)                                  |

## Promotions
| Insigne       | Grade              | Composante                     | Date              |
| ------------- | ------------------ | ------------------------------ | ----------------- |
| Pas d'insigne | Cadet              | United States Military Academy | 14 juin 1913      |
|               | Second Lieutenant  | Regular Army                   | 20 avril 1917     |
|               | First Lieutenant   | Regular Army (Armée régulière) | 15 mai 1917       |
|               | Captain            | National Army                  | 5 août 1917       |
|               | Major              | Regular Army                   | 9 septembre 1918  |
|               | Captain            | Regular Army                   | 20 août 1919      |
|               | Major              | Regular Army                   | 1er novembre 1932 |
|               | Lieutenant-colonel | Regular Army                   | 1er juillet 1940  |
|               | Colonel            | Army of the United States      | December 11, 1941 |
|               | Brigadier général  | Army of the United States      | 2 février 1943    |
|               | Major général      | Army of the United States      | 4 septembre 1944  |
|               | Major général      | Regular Army, Retraité         | 30 juin 1946      |

## Représentation au cinéma
Dans le film Le Jour le plus long, son rôle est interprété par Robert Mitchum.